# Porta di Santo Stefano (Verona)
La porta di Santo Stefano è stata una porta cittadina di Verona romana di cui sono pervenuti alcuni ritrovamenti archeologici, aperta lungo la cortina muraria imperiale della sponda sinistra del fiume Adige, poco a monte del ponte Pietra. Il nome deriva dal fatto che si collocava nei pressi di via Santo Stefano, dove sono stati rinvenute anche dei tratti di mura urbiche.

## Storia
La porta venne probabilmente edificata intorno al 10 a.C., in età augustea, insieme a quella posta a sud dell'antico pons marmoreus, detta porta di San Faustino; entrambe furono realizzate, per questioni di decoro urbano, del tutto simili a quelle situate sulla destra d'Adige, ovvero a porta Borsari e porta Leoni. Tutte e quattro le porte maggiori, già intorno alla prima metà del I secolo, subirono un intervento di rinnovamento e monumentalizzazione dei prospetti principali, che vennero realizzati in marmo, a nascondere gli antichi prospetti in laterizio.
In seguito all'invasione degli Alemanni che irruppero dalla Valle dell'Adige, l'imperatore romano Gallieno decise di ristrutturare e ampliare le mura della città, in quanto le cinta repubblicana non era più militarmente efficace. Nel 265 l'imperatore Gallieno fece probabilmente ampliare anche il sistema difensivo anche sulla sponda sinistra dell'Adige, in modo da difendere la zona monumentale sorta ai piedi del colle San Pietro, e in modo da non lasciare una zona strategica al nemico in caso di assedio alla città, verosimilmente riutilizzando questa porta preesistente.